# Chrysso alecula
Chrysso alecula là một loài nhện trong họ Theridiidae.
Loài này thuộc chi Chrysso. Chrysso alecula được Herbert Walter Levi miêu tả năm 1962.